# Камчик
Камчик (болг. Камчик, тур. Kamçık; у 1945—2024 роках — Зоря) — село Саратської селищної громади Білгород-Дністровського району Одеської області в Україні.

## Опис
Площа, яку займає село Камчик, становить — 426 Га (4,26 км кв.)
Населення — 5020 за станом на 01.12.2009 р.
Налічується 1725 дворів.
Щільність населення — 1300 осіб / кв. км.
За останнім переписом, 91,4 % населення села використовує болгарську мову у повсякденному житті.
Землі громади придатні для виробництва зернових, олійних, фруктово-ягідних культур і виноградників. Розвинуте тваринництво (корови, свині, домашні птахи)

## Географія
Село розташоване у долині, на лівому березі річки Сарата, яка впадає в озеро Сасик, на автодорозі Одеса-Рені, за 62 км від районного центру Білгорода-Дністровського і за 3 км від залізничної станції Сарата, у 120 кілометрах від обласного центру міста Одеса.
На півночі межує з селищем Сарата, на півдні з селом Михайлівка, на сході з Кулевчею і на заході з Новоселівкою.

## Клімат
Клімат помірно-континентальний, із м'якою зимою і спекотним літом. Пересічна температура січня −2,5 °C, липня +25.0 °C. Період з температурою понад +10 °C становить 163 дні.
Опадів 449 мм на рік, найбільша кількість опадів випадає в березні та вересні. Найменша кількість опадів випадає в жовтні. В середньому випадає 24 мм опадів. Велика частина опадів випадає в червні, у середньому 59 мм.
Сніговий покрив нестійкий (висотою 10 — 15 см).
Середньорічна загальна хмарність — 4,4 бали, максимум припадає на листопад (6,5), мінімум — на липень (0.2).
Середня вологість повітря — від 58 % (липень) до 78 % (листопад).
| Клімат Камчик             | Клімат Камчик | Клімат Камчик | Клімат Камчик | Клімат Камчик | Клімат Камчик | Клімат Камчик | Клімат Камчик | Клімат Камчик | Клімат Камчик | Клімат Камчик | Клімат Камчик | Клімат Камчик | Клімат Камчик |
| Показник                  | Січ.          | Лют.          | Бер.          | Квіт.         | Трав.         | Черв.         | Лип.          | Серп.         | Вер.          | Жовт.         | Лист.         | Груд.         | Рік           |
| Середній максимум, °C     | 1,7           | 2,5           | 6,6           | 14            | 20,1          | 24,2          | 26,4          | 26,1          | 21,9          | 15,8          | 9,2           | 4,5           | 14,4          |
| Середня температура, °C   | −1,2          | −0,2          | 3,5           | 10,2          | 16,1          | 20            | 22            | 21,6          | 17,5          | 11,9          | 6,1           | 1,7           | 10,8          |
| Середній мінімум, °C      | −4            | −2,9          | 0,5           | 6,5           | 12,1          | 15,9          | 17,6          | 17,2          | 13,2          | 8             | 3,1           | −1            | 7,2           |
| Норма опадів, мм          | 32            | 33            | 26            | 32            | 44            | 59            | 54            | 39            | 41            | 24            | 34            | 37            | 455           |
| ------------------------- | ------------- | ------------- | ------------- | ------------- | ------------- | ------------- | ------------- | ------------- | ------------- | ------------- | ------------- | ------------- | ------------- |
| Джерело: CLIMATE-DATA.ORG |               |               |               |               |               |               |               |               |               |               |               |               |               |

## Історія
Після російсько-турецької війни 1829 року почалося друге масове переселення болгар у Бессарабію. Серед них були і майбутні засновники Камчика. Вони прибули в Бессарабію, коли всі землі так званого Управління (піклування) бессарабських болгар були вже в основному зайняті іншими їхніми співвітчизниками.

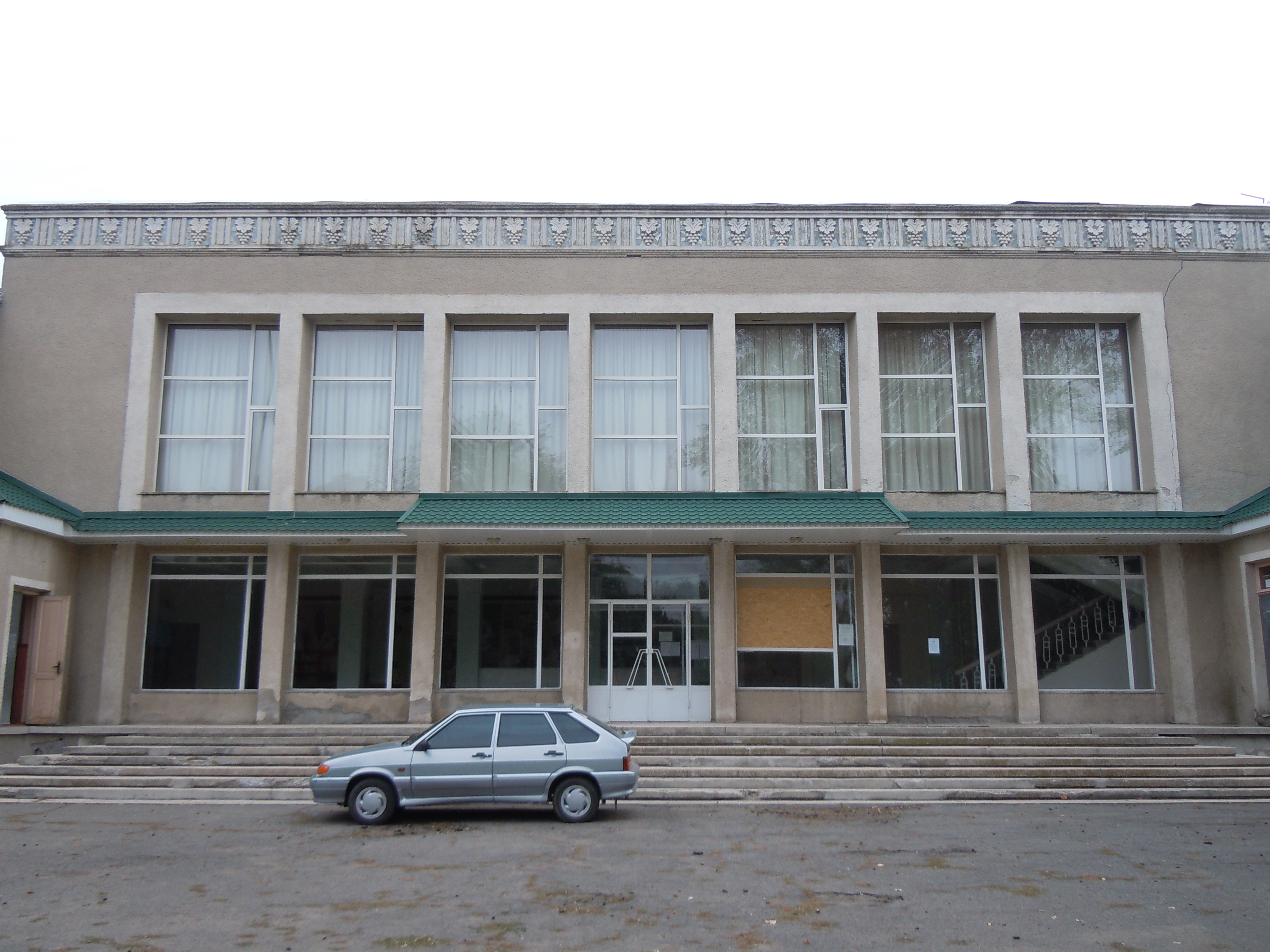
Будинок клубу із Музеєм Болгарської культури в селі Камчик

Російська влада дозволила їм оселитися на колишніх казенних землях в Аккерманському повіті, на яких після того, як у 1809 р. остаточно пішли ногайські татари, ніхто не проживав. Майбутні засновники підібрали рівне місце біля річки Сарата на місці ногайського селища. Прибули вони сюди восени 1830 року і до початку холодів встигли побудувати собі землянки для зимівлі, у них був свій запас їжі, адже вони сюди прибули зі своїм зерном, худобою, знаряддям праці. Навесні 1831 року вже почали ґрунтовно облаштовуватися. Особливість заснування села проявляється в тому, що якщо інші болгарські села -ровесники Камчика — практично засновані жителями одного якогось болгарського селища, то Камчик — представниками ряду сіл, розташованих уздовж річки Камчия в Болгарії. За указом російського царя, селу в 1832 році, поряд з іншими новими колоніями, затверджено назву — Камчик, яке поселенці колонії затвердили на зборах, пов‘язане з їхньою батьківщиною.

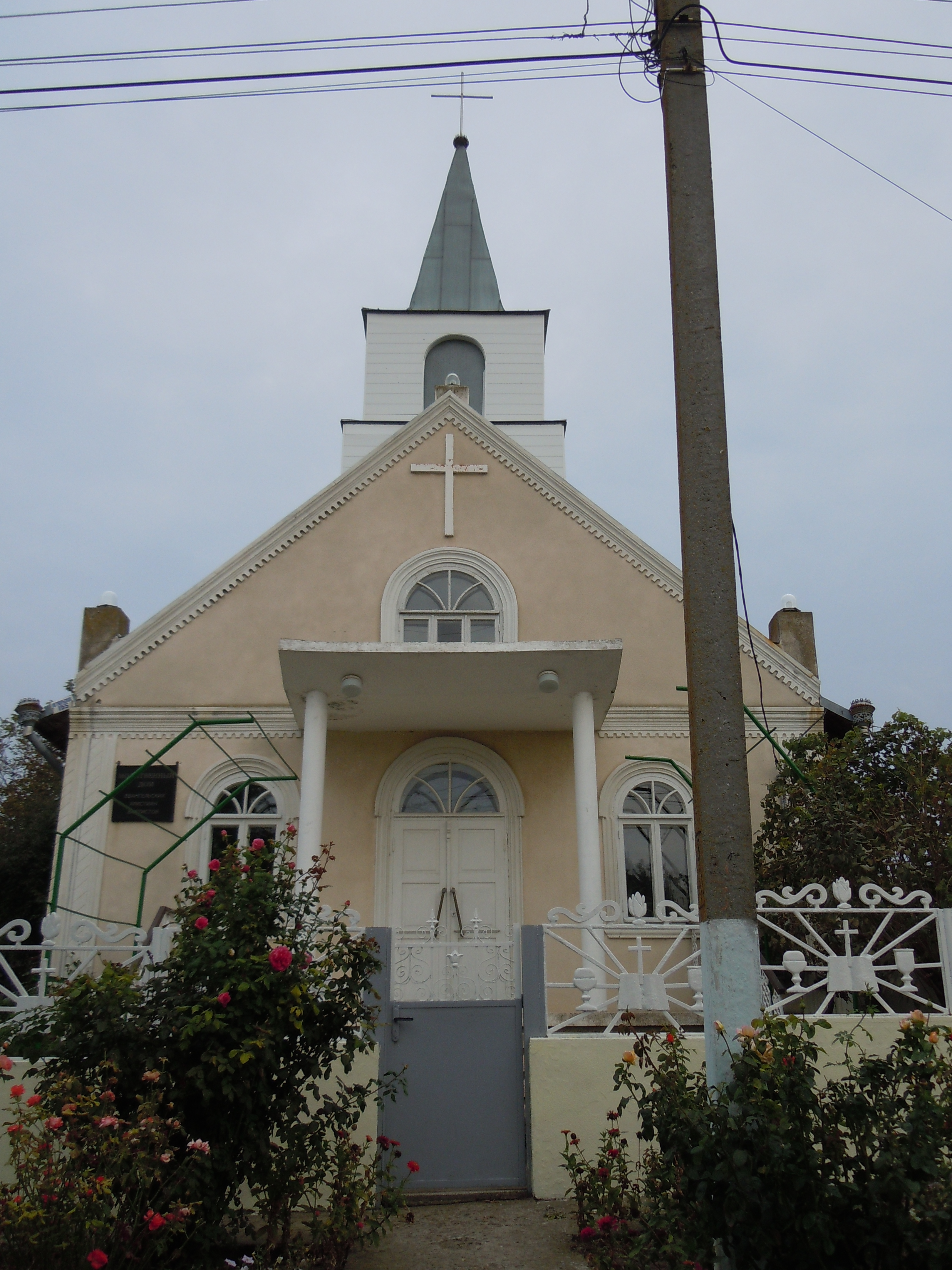
Баптистська церква в селі Камчик

Як і інші переселенці, жителі Камчика отримали статус іноземних колоністів — особливого розряду селянського стану Росії, де сільський наказ підпорядковувався старості округу за інструкцією Генерала Інзова. Важко точно сказати, скільки родин влаштувалося в селі в 1830—1831 роках. Згідно «Ревізької казки» (перепису від 1835 року), число жителів становило 310 душ: 149 чоловічої статі і 161 — жіночої. Перші переселенці з такими прізвищами як Арнаут, Аргир, Атанасов, Богданов, Боєв, Буюкліїв, Влаєв, Владов, Викрест, Волков, Ганев, Георгієв, Грозов, Желев, Іванов, Златев, Куртєв та інші. Деякі родини переселилися пізніше. Приблизно, у 1838 році в Камчик приїхала сім'я Мітітєл з Катаржино, в 1841-му — Буюклі з Главан, в 1848 році — сімейства Златових, Чиклікчи (Чиканчі) з Чумлекої, Іванових — з Паркан. Вражає розмаїття імен як чоловічих так і жіночих, які на даний момент дуже рідко зустрічаються в Камчику. Серед жіночих — це такі як Добра, Цона, Йордана, Стояна, Нейка, Куна, Неделя, Руса, Яна, Кєра та ін. Серед чоловічих — Тодор, Яні, Влайо, Желю, Аргір, Пано, Танчо, Райко, Стоє, Мінчо, Владо, Бойо, Златю та ін.
Прибулі звільнялися від деяких податків, військової повинності, їм надавалося право вільного переходу в інші стани. Для переселенців важливим було виділення землі та визначення розмірів посімейного наділу — їм виділили 5627 десятин. Жителі села, в основному, були хліборобами, вони займалися хліборобством, розведенням худоби. Складно і важко було звикнути до сухих степів, але в цілому, завдяки працьовитості людей, врожаї були стабільними в порівнянні з сусідніми колоніями. У важкі роки вони отримували позику від держави. Минав час, колонія Камчик розросталася, кращала, відразу будувалися прямі вулиці, як говорили самі болгари, вони почали тут «пускати коріння».
У вільний від сільгоспробіт час жителі ткали сукно, полотно, обробляли шкіру. В основному, вони самі задовольняли свої потреби у виробах для побуту і господарства.
Через 12 років після заснування села, в 1842 році, було відкрито однокласне училище, яке утримувалося на кошти сільського наказу. Був один учитель і один клас, у якому навчалося 30 учнів. В кінці 19 століття в селі існували вже дві школи: міністерська і земська, а також церковна.

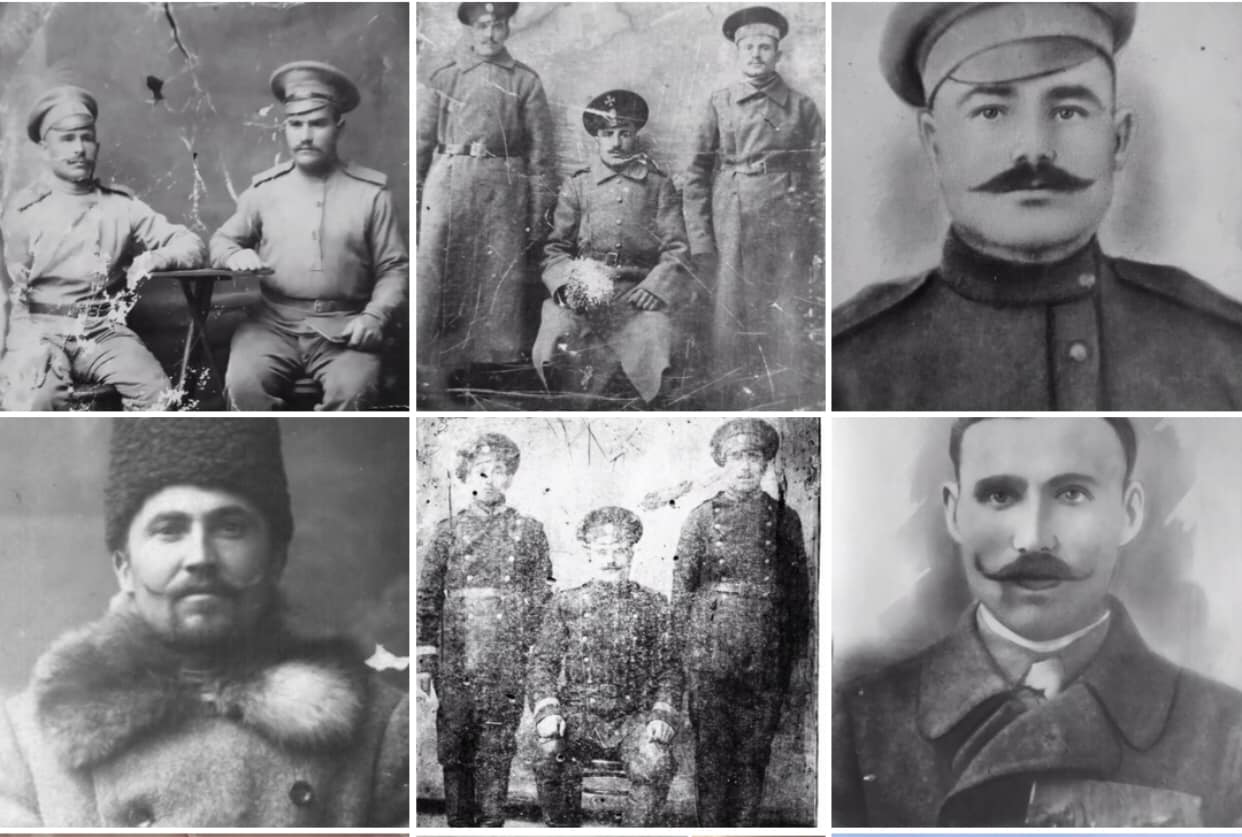
Камчицькі учасники першої світової війни

З самого початку заснування в селі була дерев'яна каплиця, потім — кам'яна. На сільські пожертвування була побудована в 1871 році освячена церква «Святої Трійці», яка має велике значення для моралі села, поширення знань.
З 1872 року, коли було скасовано Болгарське переселення в Бессарабії і болгарські колонії були передані у введення загальних установ, село територіально входить в Аккерманський повіт, у різний час різні волості. З селян був знятий статус колоністів, і, починаючи з цього часу, вони на загальних підставах обкладалися податками, призивалися в російську армію, школу утримувала держава і т. д.
Залишивши Болгарію, жителі змушені були надовго розірвали зв'язки зі своєю батьківщиною. Є факти, які свідчать, що жителі Камчика знали і стежили за розвитком національно-визвольного руху, допомагали пораненим воїнам російської армії і брали участь в російсько-турецькій війні 1877—1878. Велике лихо і страждання випали на долю жителів Камчика в роки першої світової війни.

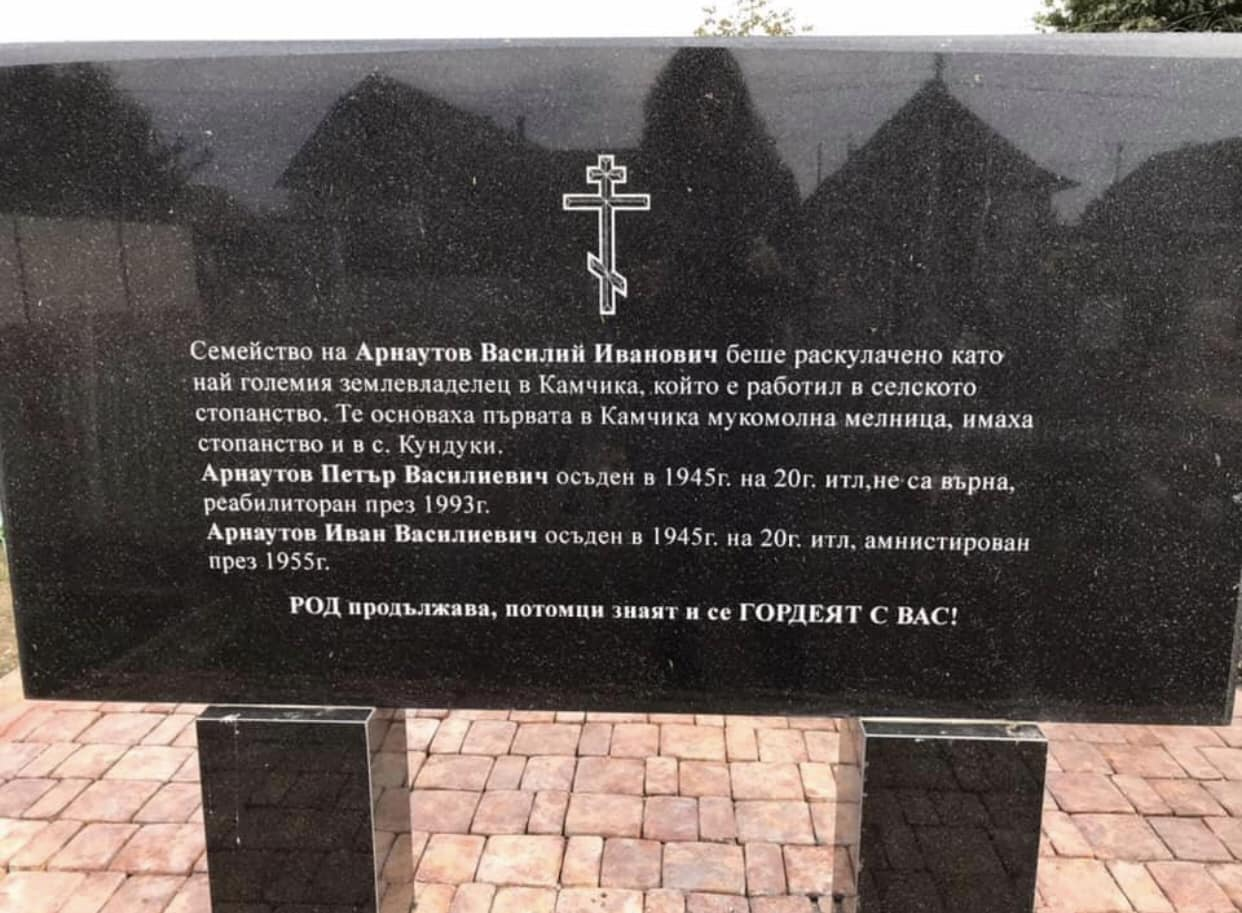
У Камчику сталінським режимом були репресовани та депортовани камчикці у 1940-41, 1944-1953 роках.

За неповними даними, близько 400 осіб були мобілізовані в російську армію на російсько-німецький фронт, багато з яких загинули. Тому під час перепису населення в 1930 році число жителів склало 2917 осіб, менше, ніж на початку 20 століття.

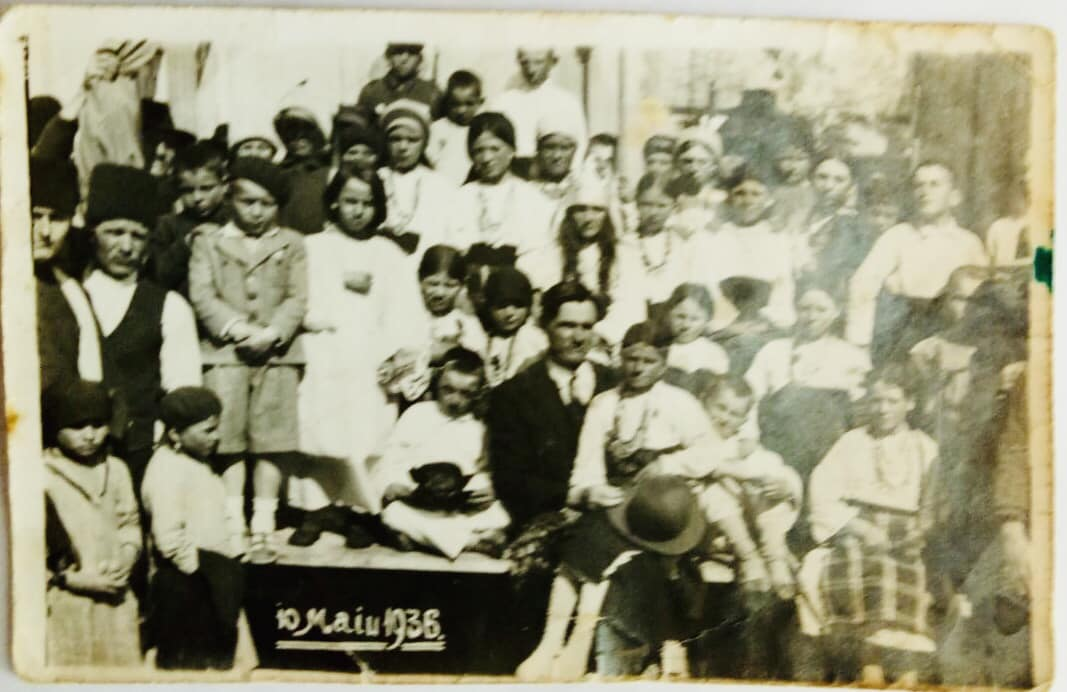
Камчицька школа, директор Домнул Николає Аєленей, 1936 рік

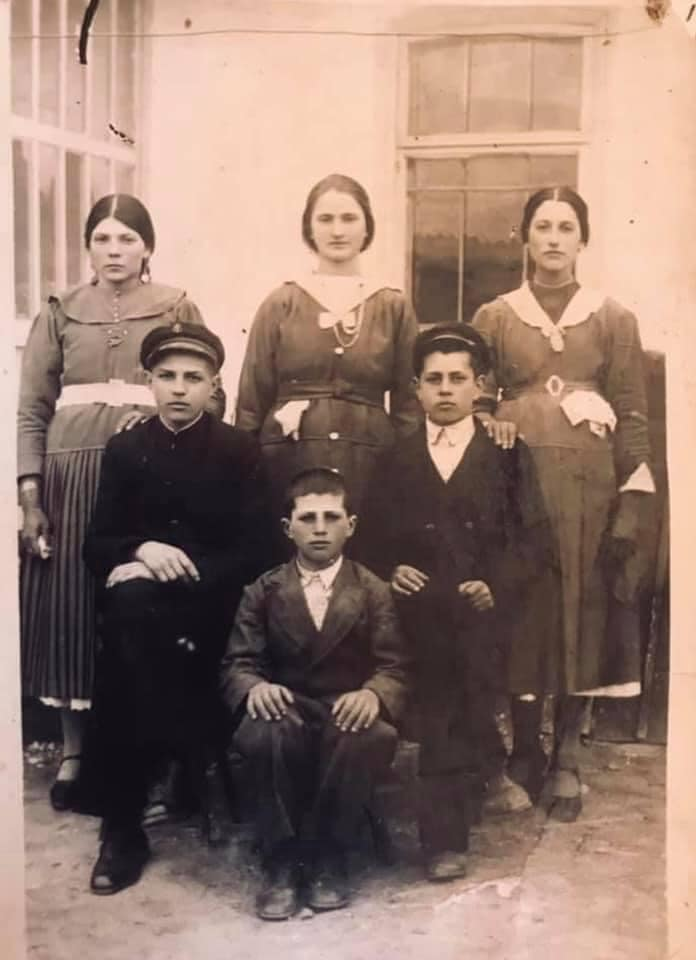
камчицькі діти, 1936 рік

У 1918 році край був окупований румунськими військами, з 1924 р. була введена обов'язкова румунська мова. Чоловіки призивалися на службу вже в румунську армію.
Згідно договору між СРСР і фашистською Німеччиною та злочинного секретного протоколу (пакт Ріббентропа-Молотова), в 1940 році, 28 червня Бессарабія була приєднана до СРСР. Почалися заклик у колективізації, націоналізація землі, розкуркулювання та репресії радянською владою «антирадянських елементів».

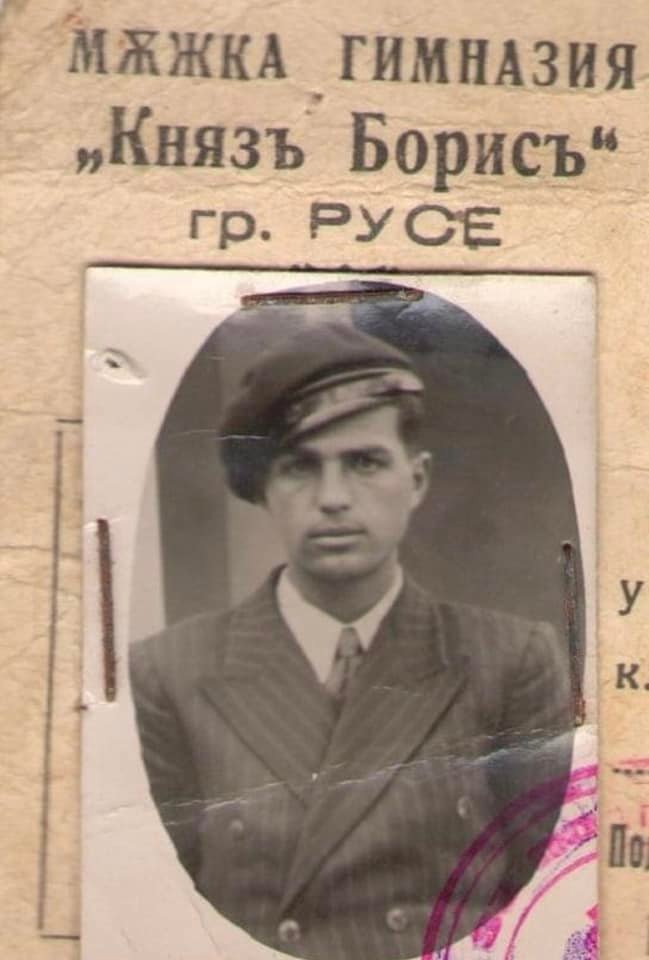
камчицький студент м. Русе, Болгарія, 1943 рік

23 липня 1941 року, під час Другої Світової війни, село Камчик було окуповано румунськими військами. Під час румунської влади чоловіче населення не було мобілізовано на війну, частина забиралася на трудовий фронт в Румунію (Кунчетралія), решта займалися дома землеробством і сплачували податки у вигляді хліба та тварин також. У 1942 році у селі проживало 4622 чоловік, з яких 2409 становили особи чоловічої та 2213 жіночої статі. За національною ознакою болгари становили більшість - 4525 чоловік, потім слідували росіяни - 58, цигани - 29 і румуни 10.

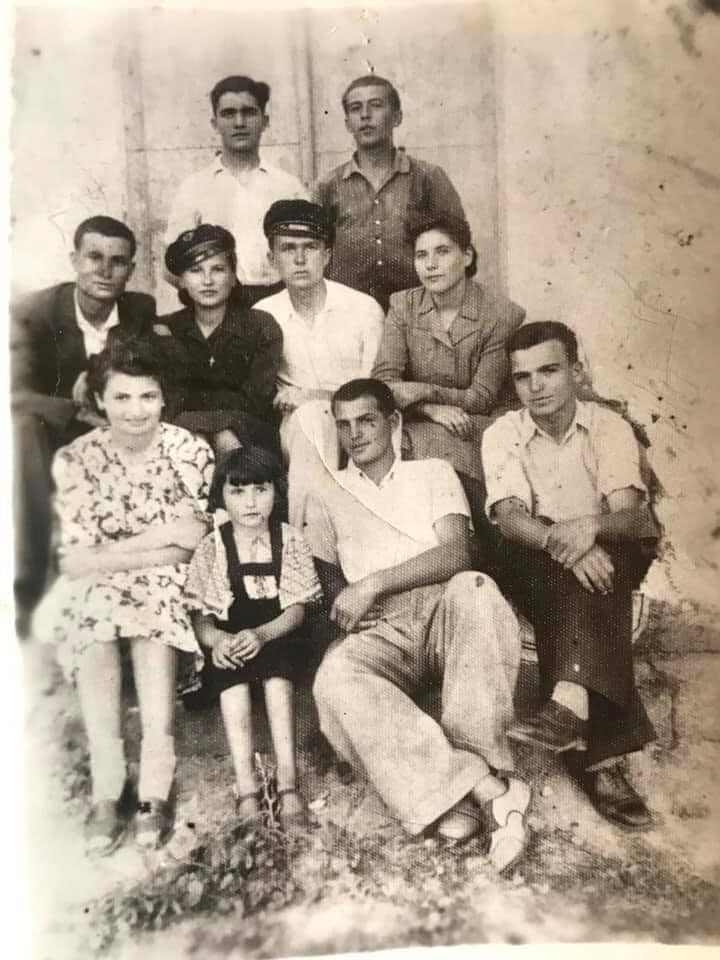
Камчицькая молодь, фото 1942 р.

23 серпня 1944 року після Ясько-Кишинівської операції село було знов окуповано радянськими військами. У перші роки радянської влади жителям села довелося знову відчувати великі труднощі: з кожного двору одного або двох чоловіків мобілізували на трудовий фронт для роботи на підприємствах Донбасу й Уралу; масові репресії і реквізиції зерна (хлібозаготівлі)та колективізація, внаслідок чого почався штучний голод, люди пухли та помирали.

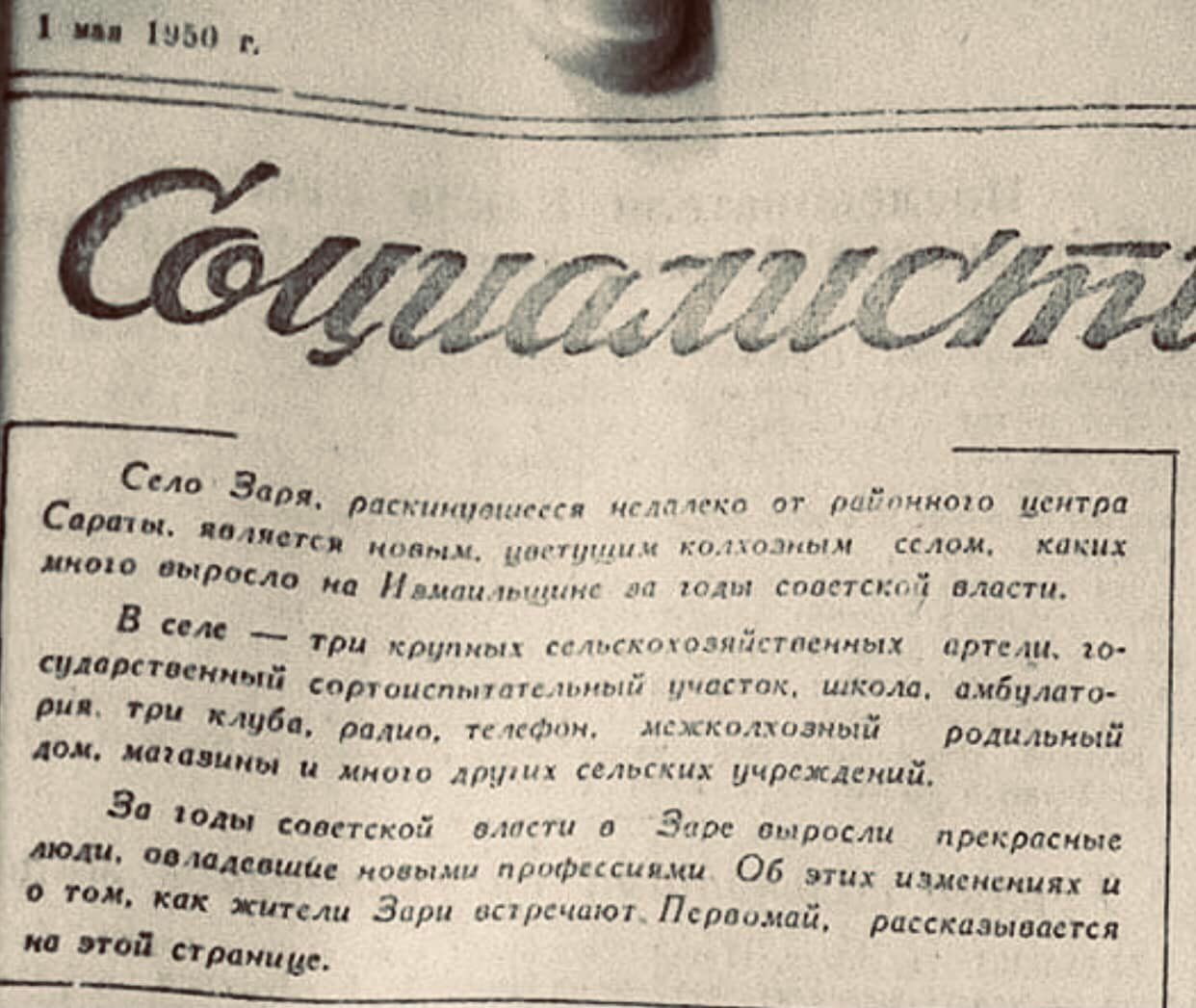
Нове колгоспне село Зоря

У 1945 року радянська влада відібрала історичну назву села Камчик і перейменувала в Зорю, позбавивши жителів історичної спадщини. У 1946 році із вилученого майна репресованих та розкуркулених родин були організовані три сільгоспартілі: ім. К. Маркса, ім. Енгельса, «Іскра».

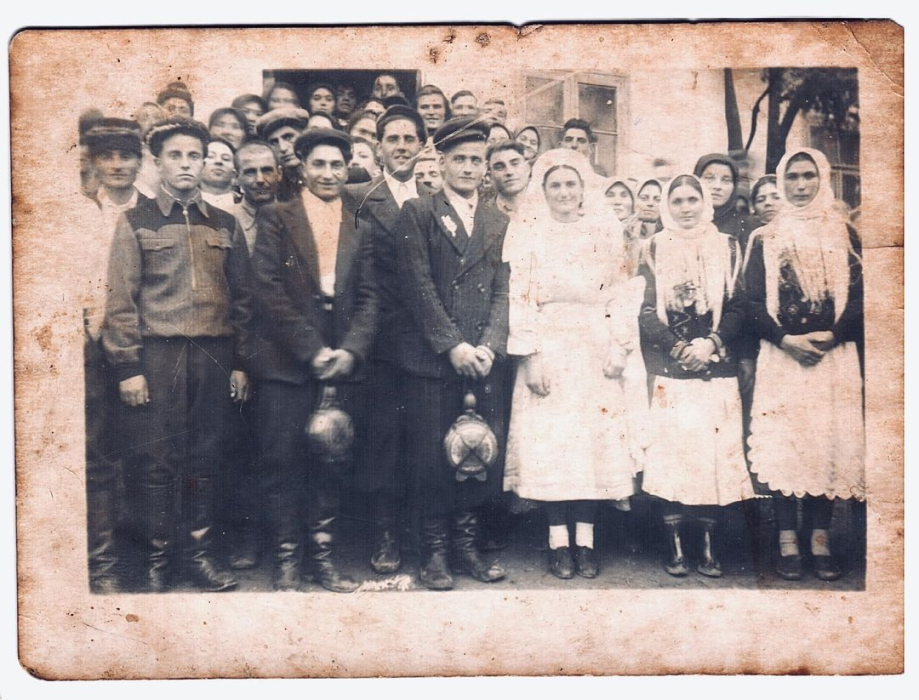
Камчицька молодь, 1953 р. весілля Арнаутова В.І, сина репресованого примара Арнаутова І.В. (амністований у 1957 р., 13 років ГУЛАГа)

З 1 липня 1956 року всі три сільгоспартілі об'єдналися в одне господарство — колгосп «Зоря», який через три роки отримує назву «Дружба». Завдяки працьовитості людей, відданості своєму селу, господарство почало розвивалося та міцніло тільки з 1957 року, коли припинилися репресії і був призначений головою колхоспу вперше порядна людина, Куцелепа І.Ф., який об’єднав людей.
Почалося бурхливе будівництво в приватному секторі, колгоспне будівництво (тваринницькі ферми, польові стани, мехмайстерні, гаражі), розширювався тракторний і машинний парк і т. д.
Надалі продовжився розвиток села, збудована нова школа, дитячі садки, будинок культури, магазини, медпункт тощо. Висока рентабельність колгоспу забезпечувала не тільки добробут жителів села, але і дозволяла витрачати чималі кошти на розвиток культури та спорту. При Будинку культури демонструвалися фільми для дорослих і дітей, створювалися гуртки художньої самодіяльності, духового оркестру, народного ансамблю пісні і танцю, спортивні гуртки, тощо. Наприкінці 60-х років був побудований стадіон в центрі села і створена футбольна команда, також почала працювати секція вільної боротьби.
70-80 роки характеризуються бурхливим розвитком села за всіма напрямками його життєдіяльності. Село оновлювалося, ставало упорядкованим, вулиці покривались асфальтом, з'явилися тротуари, побудована нова школа, універмаг, новий будинок культури, адміністративна будівля, магазини, за селом — новий стадіон.

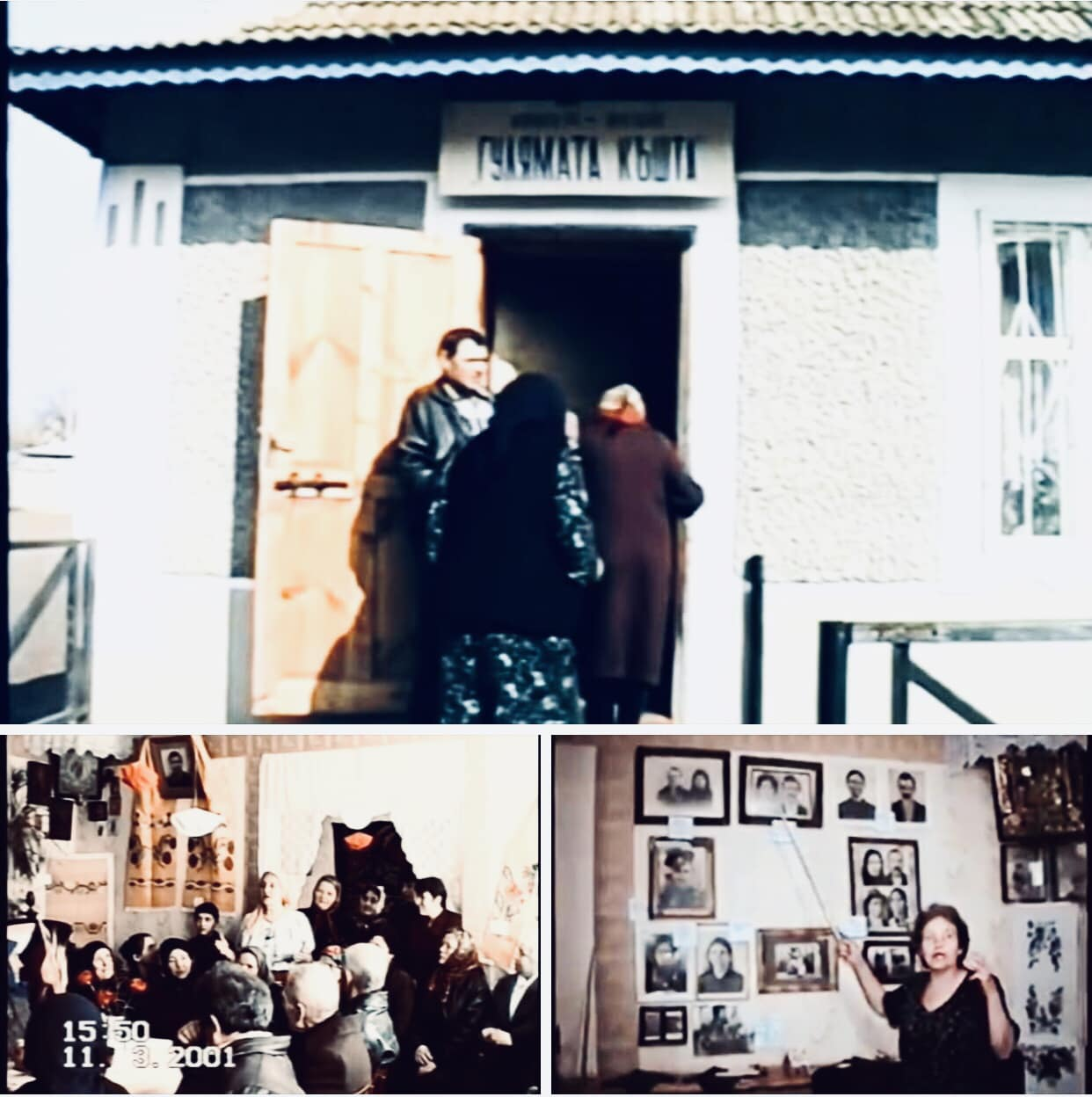
Музей історії с.Камчик та болгарської культури «Гулямата къща»

Повністю перебудувалася структура колгоспу, розширився і оновився машинно-тракторний парк, тваринницькі ферми, польові стани, підвищилася культура сільськогосподарського виробництва. Колгосп став мільйонером, виділялося багато коштів для благоустрою села, для розвитку культури і спорту.
Футбольна команда бере участь в обласній першості, у республіканських турнірах, стає призером та володарем кубка області. Борці стають майстрами спорту СРСР, призерами та учасниками всесоюзних та республіканських змагань.
Широкий розвиток отримали народна творчість і художня самодіяльність. Ансамбль болгарських інструментів «Хоро» отримав звання народного оркестру. Були організовані дитячі та юнацькі ансамблі пісні і танцю та багато інших гуртків.

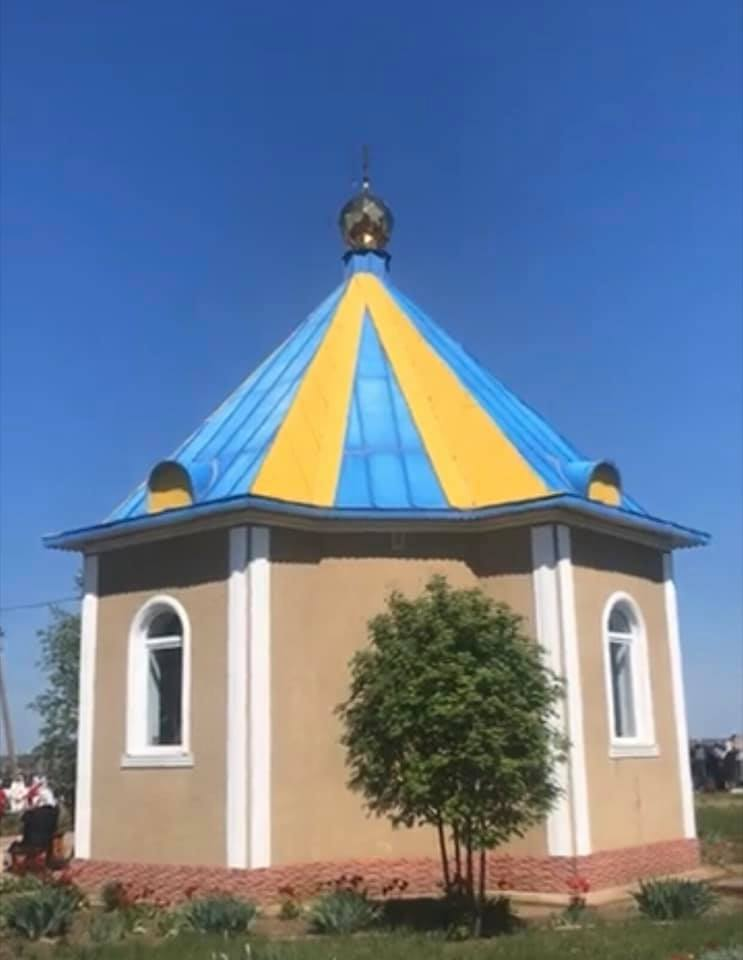
Церква на цвинтарі, побудована на кошти сина репресованого радянським режимом Георгієва В.А.

З 90-х років, під час «перебудови», з утвердженням незалежності України життя села теж почало перебудовуватися. Повністю перебудований і оновлений центр села, побудована і освячена каплиця, відреставрована церква, впорядковано площу, сквер, центральний провулок. Зоря стала одним з найкрасивіших сіл в Україні. Значний внесок у перебудову села вніс СВК «Дружба» під керівництвом Г.Г. Чіклікчі.
На кошти сина  репресованого радянським режимом Георгієва В.А. на новому цвинтарі у 2000-х роках збудована церква-капличка.
У 2003 році була надрукована книга «Камчик» авторів Златова І.В., Златової В.М., Георгієва Ф.С. на кошти бізнесмена Владова І.К.
У 2012 році  була написана книга «Камчик-Зоря» автора Куртова М.А. на кошти «СВК Дружба».
19 липня 2020 року, в результаті адміністративно-територіальної реформи і ліквідації Саратського району, село увійшло ло складу новоутвореного Білгород-Дністровського району.
1 грудня 2020 року закінчені повноваження Зорянської сільської ради у зв'язку з тим, що село Зоря увійшло до складу Саратської ОТГ.
20 червня 2021 року місцева влада Зорянського старостинського округу відкрила пам'ятник засновникам Камчика.
30 листопада 2021 року нащадки засновників села звернулися із заявою до лідера села та депутата розпочати процес відновлення історичної назви Камчик.
20 березня 2024 року Комітет Верховної Ради України з питань організації державної влади, місцевого самоврядування, регіонального розвитку та містобудування підтримав клопотання ініціаторів щодо перейменування села на Камчик. Український інститут національної пам`яти також підтримав  повернення історичної назви Камчик та зробив висновок щодо радянської  назви Зоря.
19 вересня 2024 р. Верховна Рада України офіційно повернула історичну назву села.
18 жовтня 2024 р. депутати Саратської селищної ради прийняли рішення про зміну назви Зорянського старостинського округу на Камчицький старостинський округ.

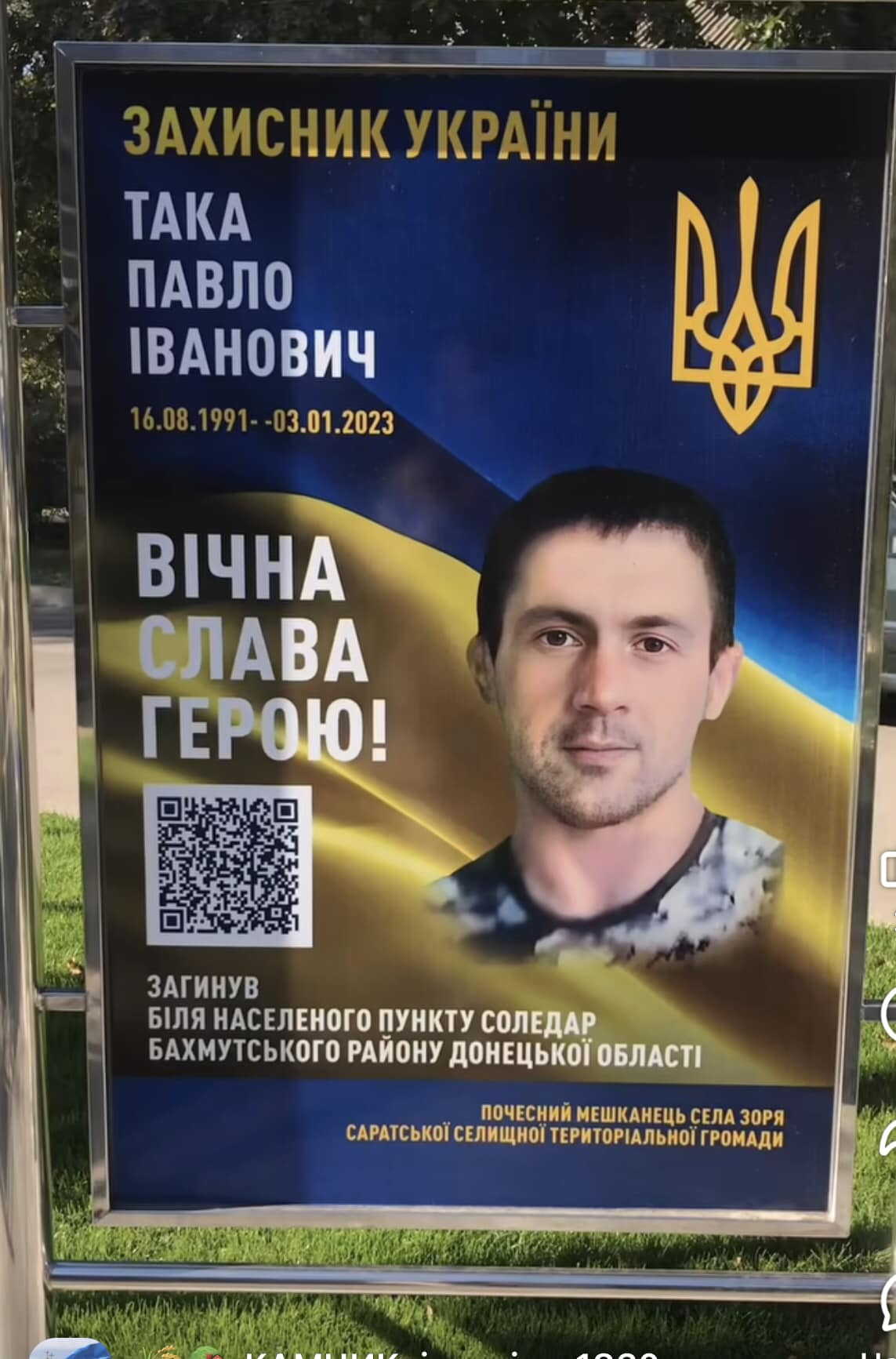
Воїн ЗСУ Павло Така (1991-2023) на честь кого названо вулицю села.

## Населення

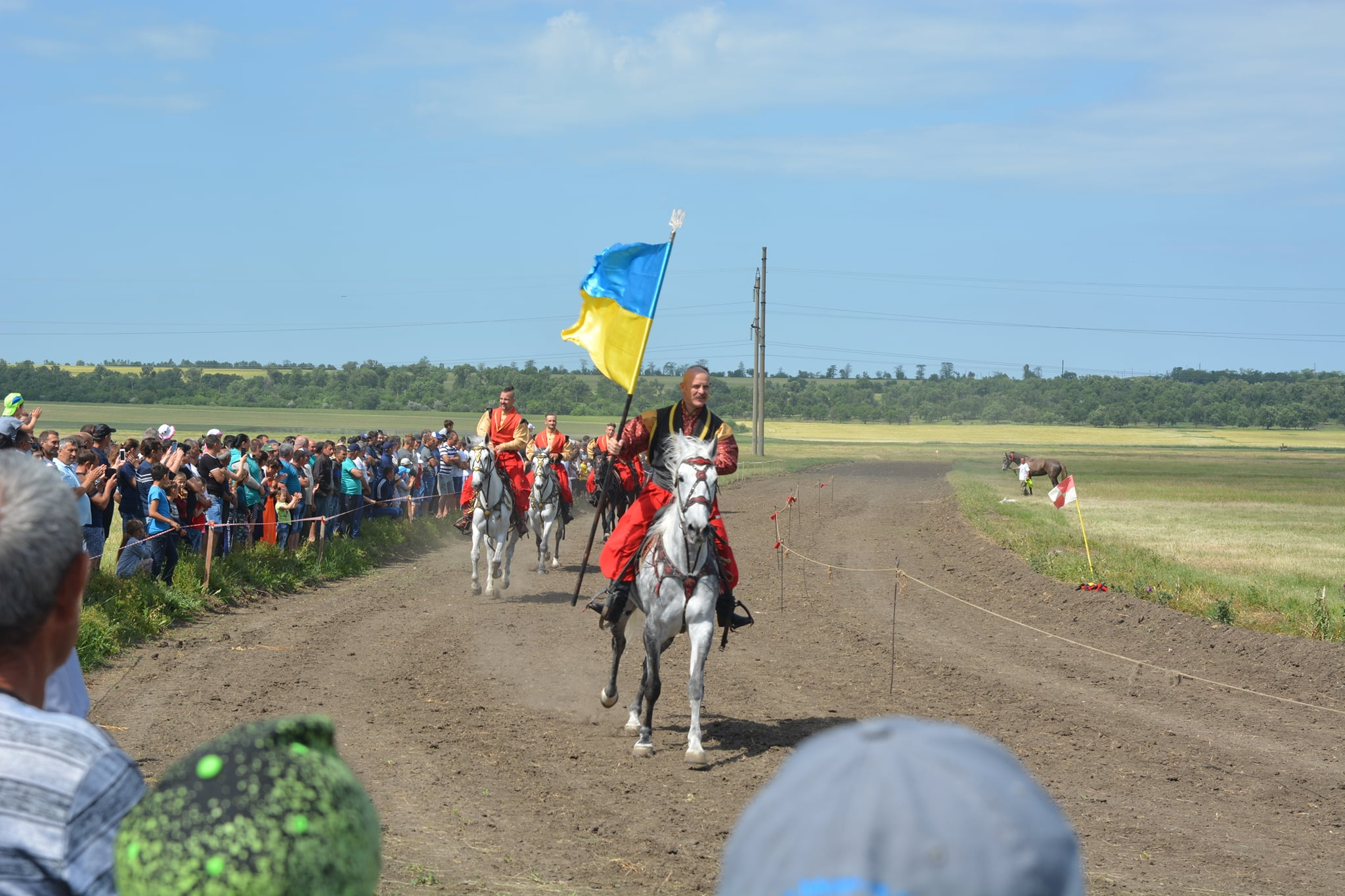
Свято села на Трійцю, Храмове свято у 2018 році.

Згідно «Ревізької казки» (перепису від 1835 року), число мешканців становило 310 душ: 149 чоловічої статі і 161 — жіночої. Чисельність населення зростала: у 1848 р. — 464 жителі, у 1871 р. — 1119, на початку 20 століття — 3117 мешканців.
У 1930 році число мешканців склало 2917 осіб, менше, ніж на початку 20 століття.
Згідно з переписом УРСР 1989 року чисельність наявного населення села становила 5521 особа, з яких 2578 чоловіків та 2943 жінки.
За переписом населення України 2001 року в селі мешкало 5446 осіб. Станом на 01.12.2009 року — 5020 осіб. До кінця 2015 року — близько 5432 мешканців.
| 1835 | 1848 | 1871 | 1930 | 1988 | 2001 | 2009 | 2015 |
| ---- | ---- | ---- | ---- | ---- | ---- | ---- | ---- |
| 310  | 464  | 1119 | 2917 | 6025 | 5528 | 5020 | 5432 |

### Мова
Розподіл населення за рідною мовою за даними перепису 2001 року:
| Мова       | Відсоток |
| ---------- | -------- |
| болгарська | 91,43 %  |
| українська | 3,74 %   |
| російська  | 3,71 %   |
| румунська  | 0,64 %   |
| гагаузька  | 0,18 %   |
| білоруська | 0,04 %   |
| інші       | 0,26 %   |

## Символіка
Рішенням сесії Зорянської сільської ради № 620-VII від 22 серпня 2018 р. затверджено Герб та прапор села.
Сонце символізує світло, добро, а сонце що сходить втілює надію в новий день, у нове життя, у нове відродження. Капличка символізує Свято-Троїцьку церкву, як символ віри та об'єднання мешканців села. Золотий (жовтий) колір є символом багатства, справедливості та достатку. Срібний (білий)-чистоту та невинність. Блакитний колір символ гідності, чистого мирного неба.

## Інфраструктура
На території  села  були розташовані:
- СВК «Дружба»[15];
- Приватне сільськогосподарське підприємство «Надія»[16],
- Навчально-виховний комплекс «ЗОШ I-III ст. — Ліцей»[17];
- 3 дошкільних заклади;
- Будинок культури;
- 2 стадіони;
- спортивні майданчики;
- ФАП (Фельдшерсько-акушерський пункт);
- Свято-Троїцька церква;
- Церква Євангельських християн-баптистів;
- Церква Християн віри євангельської;
- Понад 20 крамниць (обслуговують села товарами промислового виробництва і продуктами);
- Понад 20 барів та інших закладів для культурного відпочинку жителів села.
- Музей болгарської культури.

## Спорт

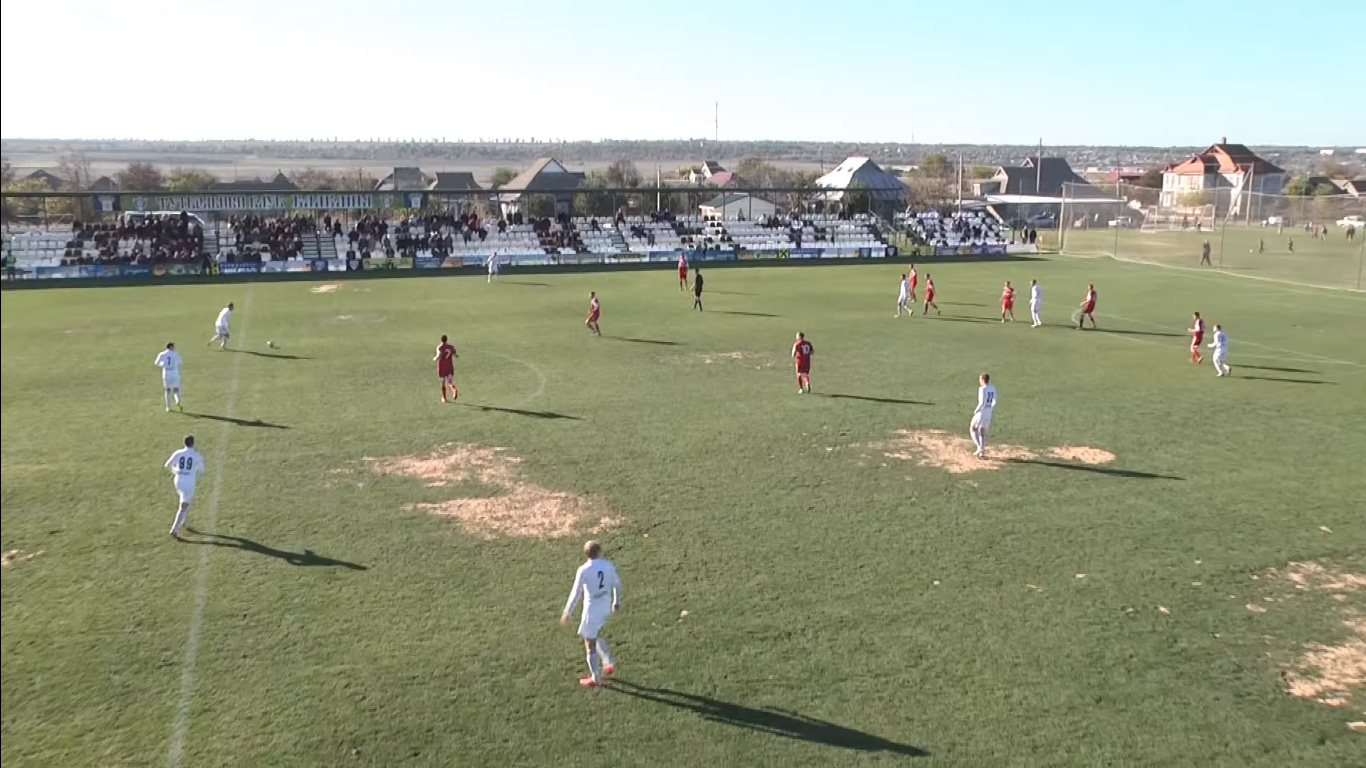
Стадіон імені Бориса Тропанця в Зорі

У селі є професійна футбольна команда Балкани. Команда заснована у 2007 році під назвою «Зоря». Це сталося завдяки ініціативи депутата обласної ради, голови фермерського господарства «Балкани» Златова Миколи Родіоновича. Основну частину команди складали ветерани, бронзові призери Одеської області 2000 року. Але того ж року змінила назву на «Балкани».
Свій футбольний шлях почала з першості Саратського району і неодноразово ставала його чемпіоном. У 2013 колектив вперше у своїй історії виграв чемпіонат Одеської області, а в 2014 році дебютував у чемпіонаті України серед аматорів.
Щоб стати чемпіоном країни серед аматорів, «Балканам» знадобилося лише два роки: вже в 2015 році вони зуміли зійти на п'єдестал, ставши четвертим в історії Одеської області клубом (після «Дністра», «Івана» та «Бастіону»), що досягав цієї вершини.
У тому ж 2015 році в статусі аматорських чемпіонів «Балкани» вперше були включені до Кубку України. Обігравши в попередньому раунді клуб другої ліги стрийську «Скалу», в 1/16 фіналу аматорський колектив зустрівся з фіналістом Ліги Європи УЄФА дніпропетровським «Дніпром», де до 84 хвилини утримували рахунок 0:0 у багатьом завдяки воротарю команди — Олексію Паламарчуку. Але поступилися з рахунком 0:1 після голу Руслана Ротаня.
Улітку 2016 року «Балкани» отримали професіональний статус та були заявлені до Другої ліги. Того ж року клуб отримав нагороду УЄФА за 3 місце в номінації «Найкращий клуб». Перший матч на професіональному рівні зіграли з горностаївським «Миром». Матч завершився нульовою нічиєю. Першу перемогу «Балкани» здобули у другому турі, перемігши «Поділля» з рахунком 5:1.
Починаючи з сезону 2017—2018 років, команда чотири роки відіграла у першій лізі.

## Відомі уродженці та мешканці
- Така Павло Іванович (1991—2023) — український військовослужбовець.
- Червоненко Анатолій Анатоліович (нар. 1995) — чемпіон Дефлімпійських Ігор з вільної боротьби , чемпіон Європи 2022 року, член збірної команди України, майстер спорту України міжнародного класу.
- Мететелов Димитар (1859—1932) — болгарський військовий діяч і юрист, генерал-майор.
- Владов Дмитро Михайлович (нар. 1990) — український футболіст, півзахисник.
- Грозов Сергій Олександрович (нар. 1960) — радянський і український футболіст, нападник, півзахисник.
- Златова Валерія Василівна (нар. 1983) — українська борчиня вільного стилю.
- Тропанець Борис Якович (нар. 1964) — радянський футболіст і молдавський тренер.